# 韓不信
韩不信（？—？），姬姓，韩氏，名不信，一名不佞，字伯音，谥简，又称韩简子，是韩起的孙子，韩须之子，晋国的卿大夫。韩须死后，韩不信继位，韩不信死后，他的儿子韩庚继位。

## 答天子
前510年秋季八月，周敬王派富辛和石张前往晋国，请求增筑成周的城墙。周敬王说：“上天给周朝降下灾祸，使我的兄弟王子朝等人发生乱心，以此成为伯父晋定公的忧虑。我几个亲近的甥舅之国也不得休息，到现在已经十一年了。诸侯来戍守成周也已经五年。我没有一天忘记此事，忧心忡忡地好像农夫的盼望丰收，提心吊胆的等待收割时候到来。伯父如果延伸大恩，重建晋文侯、晋文公的功业，缓解周室的忧患，向周文王和周武王求取福佑，以巩固盟主的地位，宣扬美名，这就是我很大的心愿。从前周成王会合诸侯在成周筑城，以作为东都，尊崇文治。现在我想要向周成王求取福佑，增修成周的城墙，使戍守的将士不再辛劳，诸侯得以安宁，把坏人放逐到远方，这都是晋国的力量。谨将这件事托付给伯父，让伯父重新考虑，以使我不致于被百姓怨恨，而伯父有了光荣的功绩，先王会赐予伯父福佑的。”
晋国中军佐士鞅对中军将魏舒说：“与其在成周戍守，不如增筑城墙。天子已经这么说了，即使以后有事，晋国可以不参加。服从天子的命令让诸侯缓一口气，晋国就没有忧患了。不致力去做这件事，又该去做什么呢？”士鞅同意了，于是派韩不信回答说：“天子有命令，岂敢不承奉而奔走报告诸侯，工作的进度和工程量的分配，都听从天子的命令。”

## 营成周
前510年十一月，晋国的魏舒、韩不信，齐国的高张，宋国的仲几，卫国的世叔申，郑国的国参，曹国人，莒国人，薛国人，杞国人，小邾国人在狄泉相会，重温过去的盟约，晋国下令增筑成周的城墙。
十一月十四日，晋国大夫士弥牟开始为成周城墙的工程设计方案，计算长度，估计高低，度量厚薄，测算沟渠的深度，观测用土的数量，商议运输的远近，预算完工的日期，计算人工，考虑器材，记下所需要的粮食，以命令各国服役。按照国家的大小分配劳役和工程地段，记下来交给诸侯的大夫们，而归总交到刘文公那里。韩不信监工，以此作为既定方案。
前509年春季，周王朝历法的正月初七日，魏舒与诸侯的大夫在狄泉会合，准备增筑成周城墙。这一回，魏舒把事情交给韩不信和周王的大夫原寿过，跑去大陆泽去打猎，放火烧荒，回来以后，魏舒死在甯，继任为中军将的士鞅撤除了安置魏舒尸体的柏木外棺。
前509年三月十六日，夯土工作开始，宋国的仲几不接受工程任务，说：“滕国、薛国、郳国，是为我们服役的，让他们完成工程就行了。”薛国的宰臣说：“宋国无道，让我们小国和周朝断绝关系，带领我国事奉楚国，所以我国常常服从宋国。晋文公主持践土之盟的时候说：‘凡是我国的同盟，各自恢复原来的职位。’或是服从践土之盟，或是服从宋国，我们都唯命是从。”仲几说：“践土之盟本来就是让你们为宋国服役的。”薛国的宰臣说：“薛国的始祖奚仲住在薛地，做了夏朝的车正，奚仲迁居到邳地，仲虺住在薛地，做了成汤的左相。如果恢复原来的职位，我国将会接受天子的官位，为什么要为诸侯服役？”仲几说：“三代的事情各不相同，薛国哪里能按旧章程办事？为宋国服役，也是你们的职责。”士弥牟对仲几说：“我国的中军将士鞅刚执政，对往事不很熟悉，您姑且接受工程任务，我去查看一下旧档案。”仲几说：“即使您忘了，盟约时所告诉的山川鬼神难道会忘记吗？”士弥牟大怒，对韩不信说：“薛国用人作证明，宋国用鬼神作证明，宋国的罪过大了，而且仲几自己无话可说，用鬼神来向我们施加压力，这是欺骗我们。‘给予宠信反而招来侮辱’，说的就是这种情况了，一定要惩罚仲几。”于是就抓了仲几回国。三月，晋国人把仲几送到京师。增筑城墙的工程在三旬后完工，各诸侯的戍守部队都回国了。

## 范、中行之乱
前497年，晋国的赵鞅以赵氏宗主的身份杀了族弟邯郸午，邯郸午与荀寅、士吉射有姻亲关系，彼此和睦，范氏和中行氏因此进攻赵氏，赵鞅逃亡到晋阳。
范氏的族人范皋夷不受士吉射的宠信，想要在范氏族中发动叛乱。梁婴父受到荀跞的宠信，荀跞想让他做卿。韩不信和荀寅互相不和，魏曼多也和士吉射互相不和，所以范皋夷、梁婴父、荀跞、韩不信和魏曼多五个人策划，准备驱逐荀寅以梁婴父取而代之，驱逐士吉射以范皋夷取而代之。荀跞对晋定公说：“国君对大臣们下达命令说，先发动祸乱的人处死，这盟书沉在黄河里。如今士吉射、荀寅、赵鞅三个大臣开始发动祸乱，而唯独驱逐赵鞅，处罚已经不公正了。请把他们都驱逐。”冬季的十一月，荀跞、韩不信、魏曼多侍奉晋定公讨伐范氏和中行氏，没能攻克。
荀寅和士吉射准备进攻晋定公，齐国的高彊劝谏说：“多次骨折就成良医了，只有攻打国君是行不通的，百姓是不会赞成的。我正是因为攻打齐国国君才来这里了。知氏、韩氏、魏氏三家不和睦，可以把他们全部战胜。战胜他们，国君还去依靠谁？如果先攻打国君，这是促使他们和睦。”荀寅和士吉射不听，前去攻打晋定公。晋国国人帮助晋定公，荀寅和士吉射战败，知氏、韩氏、魏氏三家跟着就去攻打他们。十八日，荀寅和士吉射逃亡朝歌。
韩氏、魏氏替赵氏在晋定公那里请求让赵鞅回来。十二月十二日，赵鞅进入绛邑，在公宫里盟誓。

## 其他参考书目
- 杨伯峻 《白话左传》

| 前任： 韩须 | 晋国韩氏宗主 第八代 | 繼任： 韩庄子 |